# Пшиставаньце
Пшиставаньце (пол. Przystawańce) — село в Польщі, у гміні Пунськ Сейненського повіту Підляського воєводства.
Населення — 100 осіб (2011).
У 1975-1998 роках село належало до Сувальського воєводства.

## Демографія
Демографічна структура станом на 31 березня 2011 року:
|          | Загалом | Допрацездатний вік | Працездатний вік | Постпрацездатний вік |
| -------- | ------- | ------------------ | ---------------- | -------------------- |
| Чоловіки | 45      | 13                 | 28               | 4                    |
| Жінки    | 55      | 17                 | 28               | 10                   |
| Разом    | 100     | 30                 | 56               | 14                   |